# 1944年7月20日日食
1944年7月20日日食是一次日環食，發生於1944年7月20日。新月當天（即朔日），地球上觀測到月球和太阳的角距離極小，此時月球如果恰好在月球交點附近，穿過太阳和地球之間，與地球、太阳接近一直線，則會出現日食。月球穿過太阳和地球之間，但距地球較遠，本影未能接觸地表，而使偽本影覆蓋的區域內看到月球的角直徑小於太陽，就形成日環食，同時在偽本影兩側數千公里的半影範圍內形成日偏食。此次日環食經過了英屬烏干達、英埃蘇丹、英屬肯亞、埃塞俄比亚、英屬索馬利蘭、英屬印度、緬甸、泰国、法屬印度支那、菲律賓、日本的託管地南洋群島、紐幾內亞領地，日偏食則覆蓋了美洲的大部分及周邊部分地區。

## 日食概況

### 出現區域
英國保護國之一烏干達保護國（今乌干达）和英埃蘇丹（今屬南蘇丹的部分）交界處在日出時最先看到日環食，此後月球偽本影向東北從非洲之角地區進入阿拉伯海，跨過英屬印度（今屬印度的部分）、孟加拉灣，在日本佔領下的緬甸勃固省西北部達到最大食分。此後偽本影逐漸轉向東南移動，經過泰国和法屬印度支那（今屬老挝和越南的部分），跨過南海後經過了日本佔領下的菲律宾、日本的託管地南洋群島（今屬帛琉的部分）、紐幾內亞領地（今屬巴布亚新几内亚）的部分島嶼，最終在日落時分結束於布干維爾島西南約100公里的所罗门海海面。
偽本影經過的陸地包括：
- 烏干達保護國：今乌干达北部區東北部；
- 英埃蘇丹：今南蘇丹東赤道州東南部；
- 英屬肯亞（英语：British Kenya）：今肯尼亚圖爾卡納郡北部、馬薩比特郡西北部；
- 衣索比亞：經過今南方州南部後自西南向東北斜貫奧羅米亞州中部偏南和索馬利亞州中部偏北；
- 英屬索馬里蘭：今索马里托格代爾州南半部、蘇爾州除南北兩側外的大部、薩那格州東南部（上述區域今被索馬利蘭控制）、努加爾州北端，自西南向東北斜貫巴里州；
- 英属印度：自西向東貫穿今印度馬哈拉施特拉邦中部偏南，經過卡納塔克邦東北角，貫穿特倫甘納邦北部、切蒂斯格爾邦南部、奧里薩邦中部偏南，擦過安得拉邦東北角；
- 緬甸國：自西向東貫穿若開邦，經過馬圭省南部，貫穿勃固省北部和克倫邦北部，經過克耶邦南半部，其中在勃固省西北部達到最大食分；
- 泰國：自西向東貫穿北部地區中部偏北和依善地區中部偏北；
- 法属印度支那：第一次入境擦過今老挝西南部，第二次入境自西北向東南斜貫今老挝中部偏南和越南中部偏南；
- 菲律賓：自西北向東南斜貫今民馬羅巴區巴拉望省和三寶顏半島，經過北棉兰老西南部和南端和棉兰老穆斯林自治区，斜貫索科斯克薩爾根除南北兩端外的大部和達沃區中部偏南；
- 大日本帝国南洋群島：今帛琉哈托博海伊州；
- 紐幾內亞領地：今巴布亚新几内亚桑道恩省武武盧島、馬當省的沃科俄島（Vokeo）與巴姆島之間諸島、西新不列顛省中東部、東新不列顛省中南部。[3][4]

除了上述狹窄的環食帶內能看到日環食之外，月球半影覆蓋範圍內都能看到日偏食，包括希臘南部、北非東部、中非東北半部、东非除西南端外的絕大部分、苏联南部（今俄罗斯接近高加索地區的地區、與蒙古邊境地區、濱海邊疆區南端，及高加索三國、中亚除哈萨克斯坦北部邊境外的大部及邊境地區南部）、苏联以南的亚洲除土耳其西北角、中國東北地區北部和日本北部外的大部、澳大利亚除西南部和南部外的大部、密克羅尼西亞島群、美拉尼西亚島群中西部。

### 基本參數
- 類型：日環食
- 食甚中心處（位於緬甸勃固省西北部）資料：
  - 時間：1944年7月20日5:42:46.1
  - 地點：19°1.1′N 95°39.7′E / 19.0183°N 95.6617°E
  - 食分：0.9700（環食帶內最大）
  - 日環食持續時間：3分42.0秒

## 相關的日食

### 1942-1946年的日食
月球交替位於相對的月球交點時，以半個交點年（食年），即約177天又4小時間隔出現下列日食。
註：1942年3月16日和1942年9月10日的日偏食屬於上一組交點年系列。1946年5月30日和1946年11月23日的日偏食屬於下一組交點年系列。
| 升交點   | 升交點                   |          | 降交點                  | 降交點 |
| 沙羅周期 | 地圖                     | 沙羅周期 | 地圖                    |        |
| 115      | 1942年8月12日 偏食（南） | 120      | 1943年2月4日 全食       |        |
| 125      | 1943年8月1日 環食        | 130      | 1944年1月25日 全食      |        |
| 135      | 1944年7月20日 環食       | 140      | 1945年1月14日 環食      |        |
| 145      | 1945年7月9日 全食        | 150      | 1946年1月3日 偏食（南） |        |
| 155      | 1946年6月29日 偏食（北） |          |                         |        |

### 沙羅周期
沙羅周期長度為18年11天。本次日食屬於沙羅周期135，共包含71次日食，依次為1331年7月5日至1493年10月10日的10次日偏食、1511年10月21日至2305年2月24日的45次日環食、2323年3月8日至2341年3月18日的2次全環食（亦稱混合食）、2359年3月29日至2449年5月22日的6次日全食、2467年6月2日至2593年8月17日的8次日偏食，總共歷時1262.11年。其中最長的全食發生於2431年5月12日，共持續2分27秒。
下表列舉了1901年至2100年間發生的屬於該周期的日食，是第33至43次：
| 33            | 34             | 35            |
| ------------- | -------------- | ------------- |
| 1908年6月28日 | 1926年7月9日   | 1944年7月20日 |
| 36            | 37             | 38            |
| 1962年7月31日 | 1980年8月10日  | 1998年8月22日 |
| 39            | 40             | 41            |
| 2016年9月1日  | 2034年9月12日  | 2052年9月22日 |
| 42            | 43             |               |
| 2070年10月4日 | 2088年10月14日 |               |

## 資料來源
1. ↑  樊忠玉. . 中国天文科普网.   [2016-03-27]. （原始内容存档于2014-09-17）.
2. 1 2  Fred Espenak. . NASA Eclipse Web Site.   [2016-03-27]. （原始内容存档于2020-10-20）.（英文）
3. ↑  Fred Espenak. . NASA Eclipse Web Site.   [2016-03-27]. （原始内容存档于2020-10-20）.（英文）
4. ↑  Xavier M. Jubier. .   [2016-03-27]. （原始内容存档于2019-06-09）.（法文）（英文）
5. ↑  Fred Espenak. . NASA Eclipse Web Site.   [2016-03-27]. （原始内容存档于2008-08-29）.（英文）
6. ↑  Fred Espenak. . NASA Eclipse Web Site.（英文）

## 外部連結
- NASA日食專頁（页面存档备份，存于）（英文）
- 可見區域圖和時間統計：由弗雷德·埃斯佩纳克做出的日食預報，NASA/GSFC
  - Google互動地圖呈現的日食範圍
  - 貝塞爾元素
- Google地圖顯示的日環食和日偏食範圍（页面存档备份，存于）（法文）（英文）

| \| \| 日食 \|                             |                              |                                           |
| 上一次日食： 1944年1月25日日食 （日全食） | 1944年7月20日日食 （日環食） | 下一次日食： 1945年1月14日日食 （日環食） |
| 上一次日環食： 1943年8月1日日食           | 1944年7月20日日食 （日環食） | 下一次日環食： 1945年1月14日日食          |
|                                           | 日食                         |                                           |